# Promenade des Anglais
Cet article possède des paronymes, voir Impasse des Anglais, Rue des Anglais, Chemin des Anglais et Autoroute des Anglais.
La promenade des Anglais ou Prom' est une avenue longeant le bord de mer face à la baie des Anges, à Nice. Son histoire, liée aux débuts du tourisme international, et sa situation exceptionnelle, en bord de mer, longée par des hôtels prestigieux, en font l'une des plus célèbres avenues du monde.

## Histoire
Au début du XIXe siècle, c’est un modeste sentier terreux et pierreux, large de deux mètres, nommé « chemin des Anglais », reliant la rive droite du Paillon au faubourg de la Croix de Marbre. Il est construit de 1822 à 1824 par la communauté britannique hivernante et financé, dit-on, par le Révérend Lewis Way (en),.
Le document no 107 annexé au Plan régulateur du Consiglio d'Ornato (lettres patentes du 26 mai 1832) prévoit une route en bord de mer de l’embouchure du Paillon jusqu’au vallon du Magnan. La libre disposition du littoral est accordée à la municipalité par les patentes du 5 mai 1835 signées par le roi Charles-Albert de Sardaigne. Le 29 avril 1836, le conseil municipal approuve le projet soumis par l’architecte de la ville, Antoine Scoffier, où figure le tracé, dessiné dès 1830, avec une extension et un gabarit à l’échelle de l’actuelle promenade. En 1844, les travaux d’équipement de cet ouvrage débutent par un premier tronçon, depuis l’angle sud-est de l’embouchure du Paillon jusqu’au vallon Saint-Philippe. Il est surélevé de cinq mètres au-dessus du niveau de la mer. Sa largeur est de vingt trois mètres dont douze seulement sont exécutés.
En 1854-1856, la voie prend le nom de Lungomare degli Inglesi (promenade des Anglais) et est prolongée jusqu'au Magnan selon le projet de l'architecte François Aune. D'importants travaux sont ensuite effectués, elle est élargie de onze mètres pour y créer une allée à double rangée d'arbres. La promenade est prolongée jusqu'à Sainte-Hélène en 1878, Carras en 1882, et enfin jusqu'au Var, en 1903.
Les villas et leurs jardins sont peu à peu détruits et remplacés par des palaces, des hôtels et des casinos, ou des immeubles résidentiels. La circulation automobile se développe et commence à poser des problèmes dès les années 1920. La municipalité fait faire d'importants travaux entre l'Opéra et le boulevard Gambetta, en 1929-1931, qui donnent à la promenade son aspect actuel. L'élargissement est poursuivi entre le boulevard Gambetta et l'avenue Ferber en 1949-1953.
À sept reprises entre 1932 et 1947, la promenade est intégrée au circuit du Grand Prix automobile de Nice depuis le quai des États-Unis jusqu'au Négresco.
Longue de sept kilomètres et s'étendant de la rive gauche du fleuve Var à l'ouest jusqu'au quai des États-Unis qui en est le prolongement vers l'est, la promenade est aujourd'hui en grande partie vouée à la circulation automobile. Sur certaines sections, elle prend l'allure d'une autoroute urbaine à deux fois quatre voies.
Le 14 juillet 2016, un attentat est perpétré sur la promenade par un terroriste islamiste, tuant et blessant de nombreuses personnes venues assister au feu d'artifice de la fête nationale.

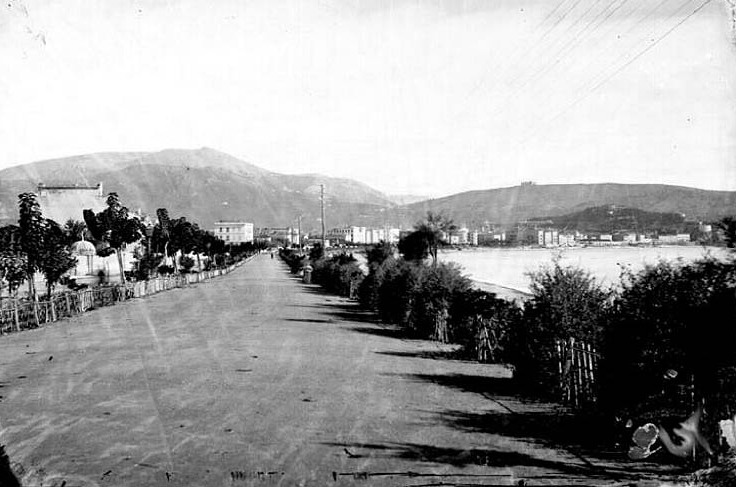
Depuis le vallon Magnan en 1863.
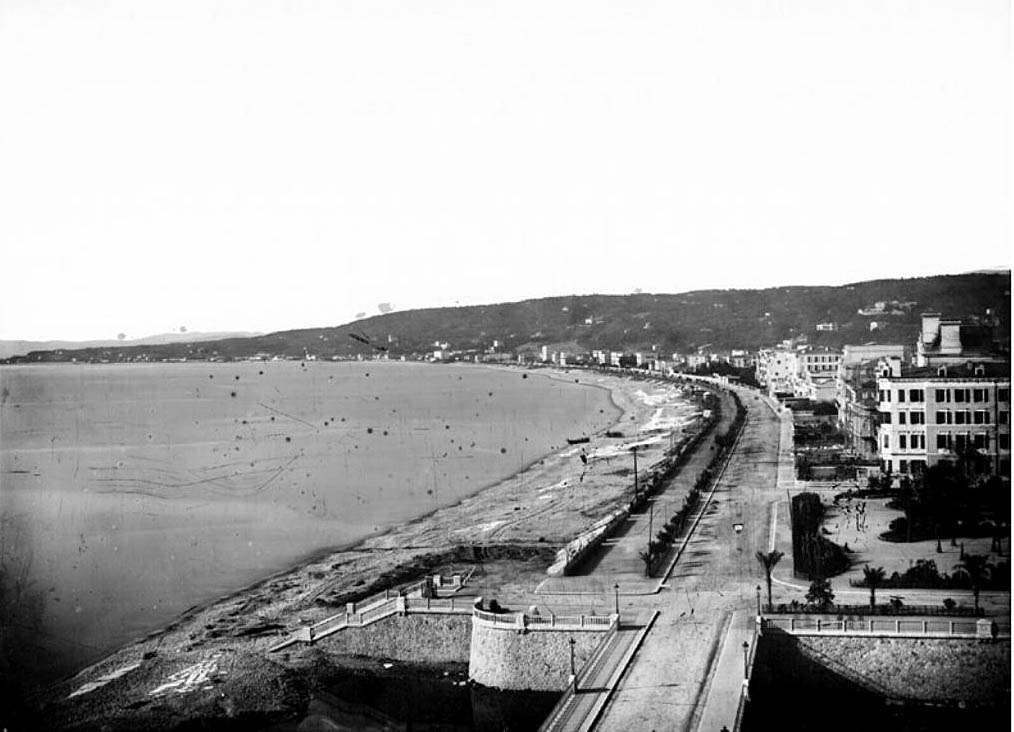
Partie du pont Napoléon et départ de la promenade, en 1865.
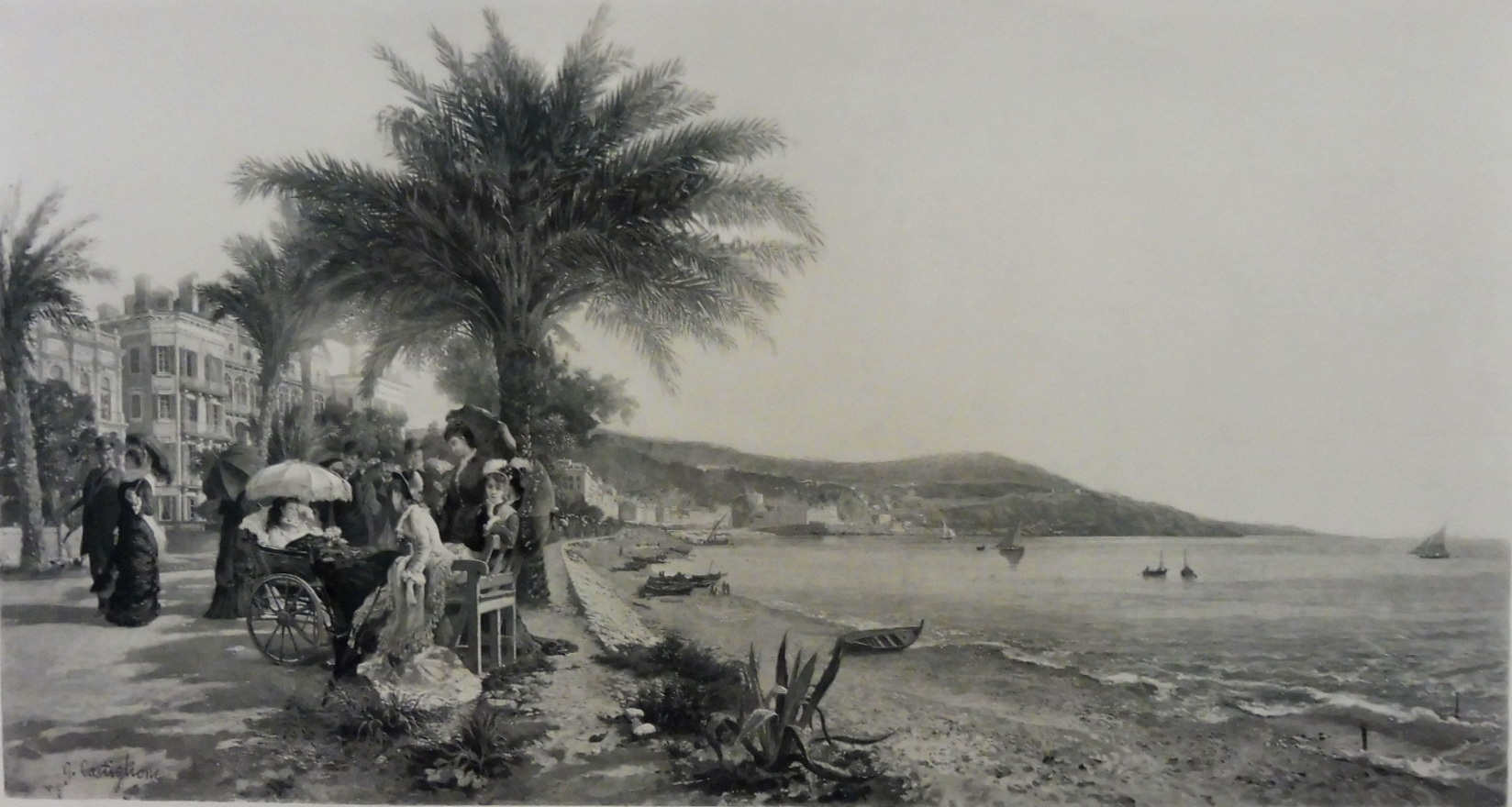
La promenade d'après Giuseppe Castiglione, 1879. Musée Goupil
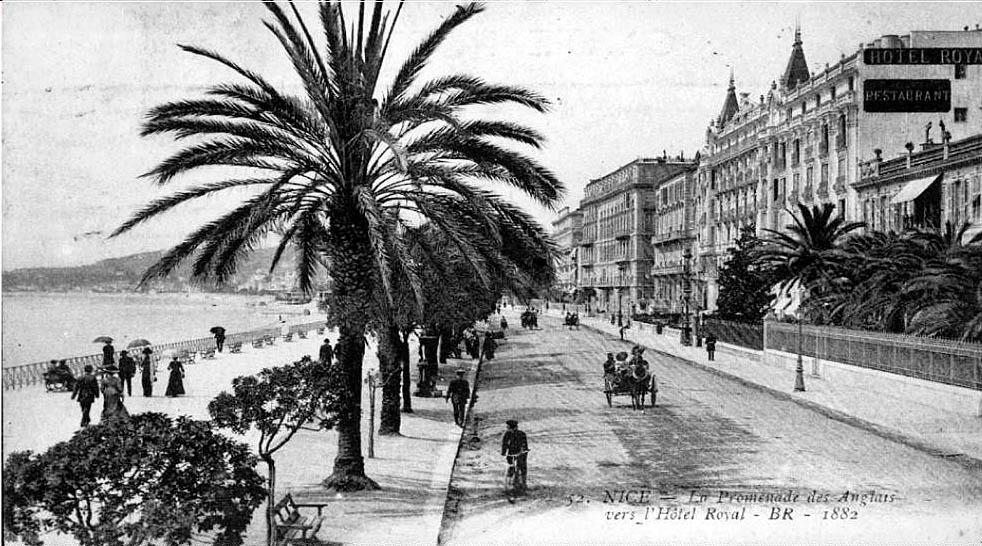
La promenade en 1882.
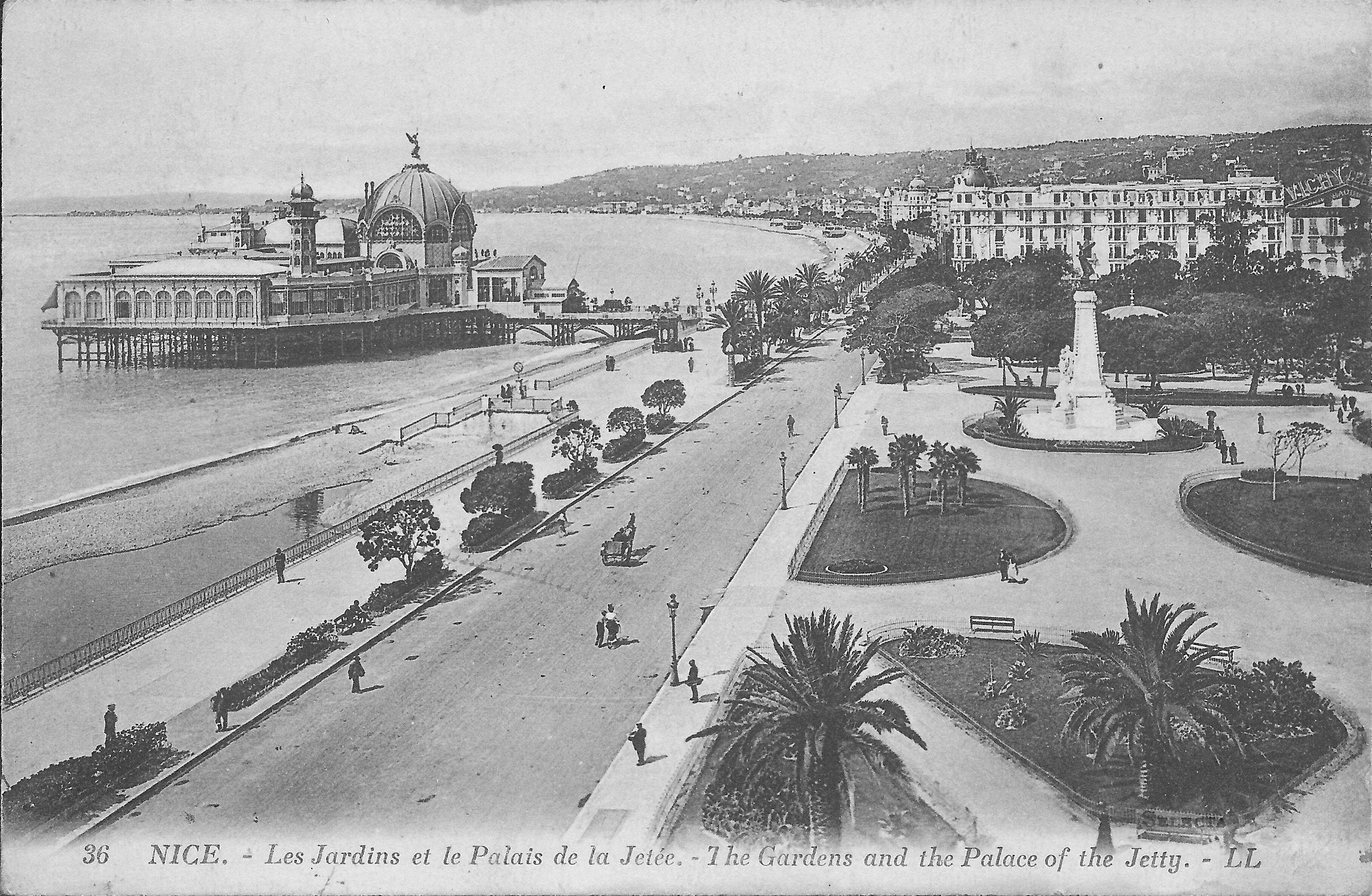
La promenade, le casino de la jetée-promenade et le Ruhl.
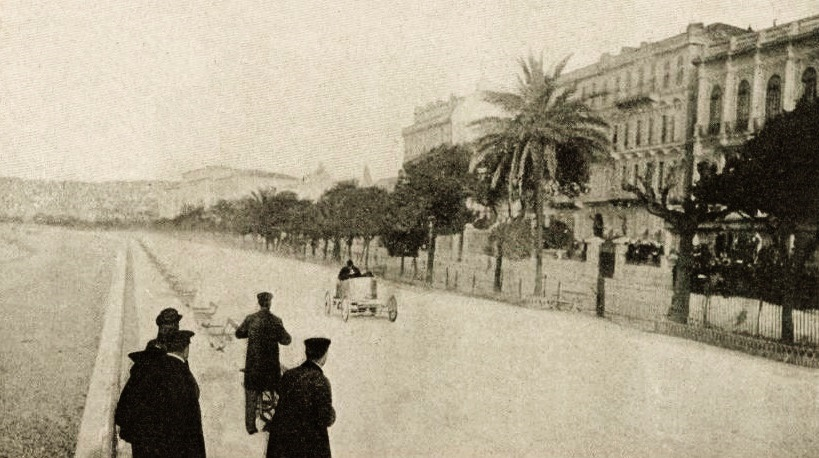
Léon Serpollet vainqueur de sa troisième Coupe Rothschild en avril 1903, au kilomètre lancé de la promenade (à 130 km/h).
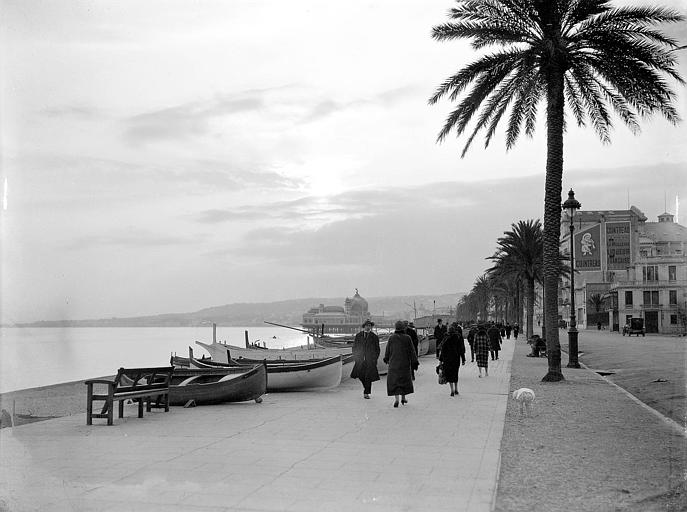
La promenade vers 1925.

## Aujourd’hui

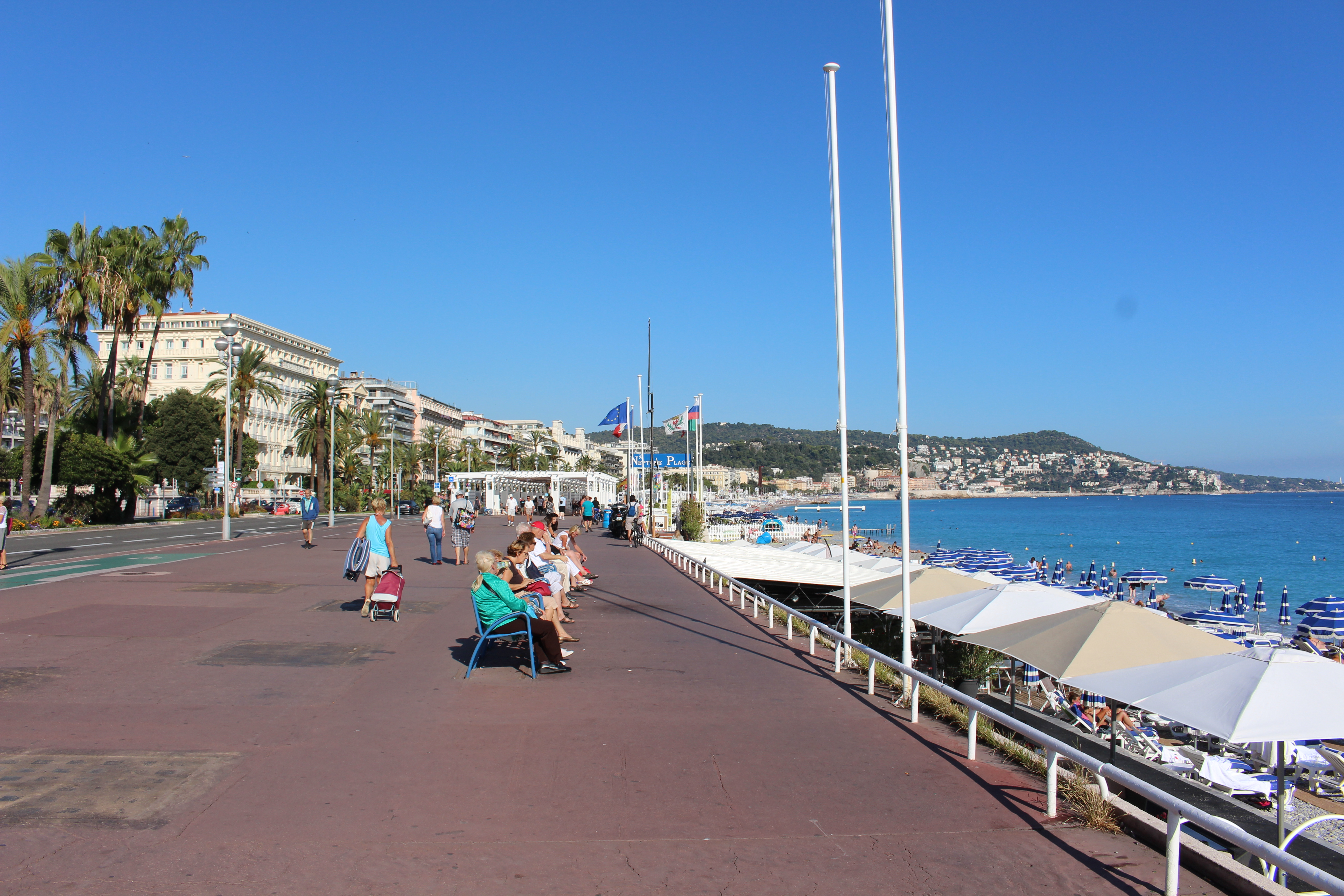
Le trottoir sud au niveau de l'hôtel Negresco.

Pour beaucoup de Niçois, l’endroit est devenu la Promenade ou même, affectueusement, la Prom’.
De nos jours, la promenade des Anglais est l'un des lieux de visite incontournables à Nice. Après la création par la ville d'une AVAP plusieurs années de travaux de rénovation, la promenade est inscrite au patrimoine mondial de l'UNESCO le 27 juillet 2021, dans le cadre de l'inscription de Nice au titre de la ville de villégiature d'hiver de la Riviera. La promenade est devenue un lieu de rendez-vous pour les amateurs de rollers. Bénéficiant d'une légère brise du large quasi constante, c'est un lieu privilégié pour les adeptes du jogging. Une piste cyclable ayant été tracée sur le trottoir sud, c'est la voie à vélo la plus rapide pour traverser la ville d'est en ouest. On y trouve également, sur ce même trottoir, un « stade de Pilou »,.
Outre des manifestations nombreuses (carnaval de Nice, batailles de fleurs, etc.), la promenade est réputée pour ses « chaises Bleues » et ses pergolas, propices à un farniente tout méditerranéen et à la contemplation de la baie des Anges. Une structure de Sabine Géraudie reprenant la chaise Bleue est située au niveau du Jardin Albert 1er.

## Aménagement

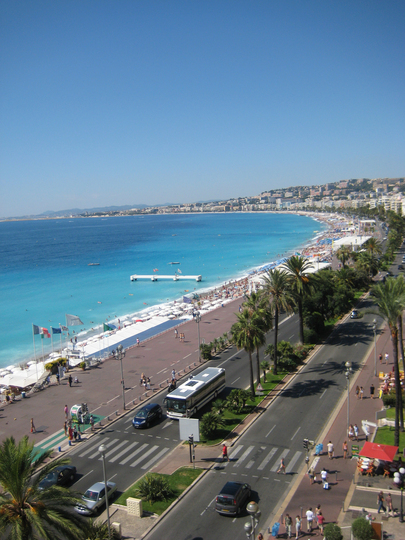
La promenade

### Voies
On caractérise souvent la promenade des Anglais par la Voie nord (côté ville, direction ouest), et la Voie sud (côté mer, direction est).
La Voie nord est sur la quasi-totalité de son tracé équipée de trois voies de circulation, sauf au niveau de l'aéroport où on en dénombre quatre.
La Voie sud quant à elle a été réaménagée en 2007-2008. Elle dispose de trois voies (quatre voies sur de rares tronçons). Le stationnement a été déplacé sur le trottoir central et une piste cyclable en site propre a été construite côté mer, de l'aéroport à Lenval. Avant 2007, c'était une véritable « autoroute » sur le bord de mer avec six voies à hauteur de l'aéroport, cinq voies entre Haliotis et l'hôpital Lenval, quatre voies de Lenval aux environs de Grosso / Gambetta, trois voies jusqu'à son extrémité. Visuellement et dans l'inconscient collectif, la promenade des Anglais et le quai des États-Unis ne forment qu'une seule et même artère littorale homogène : la promenade des Anglais qui voit passer environ 100 000 véhicules par jour. En 2012, elle a fait l'objet de travaux d'amélioration de l'environnement sonore avec la pose d'un enrobé acoustique réduisant jusqu'à 9 décibels le bruit de la circulation.

## Urbanisme

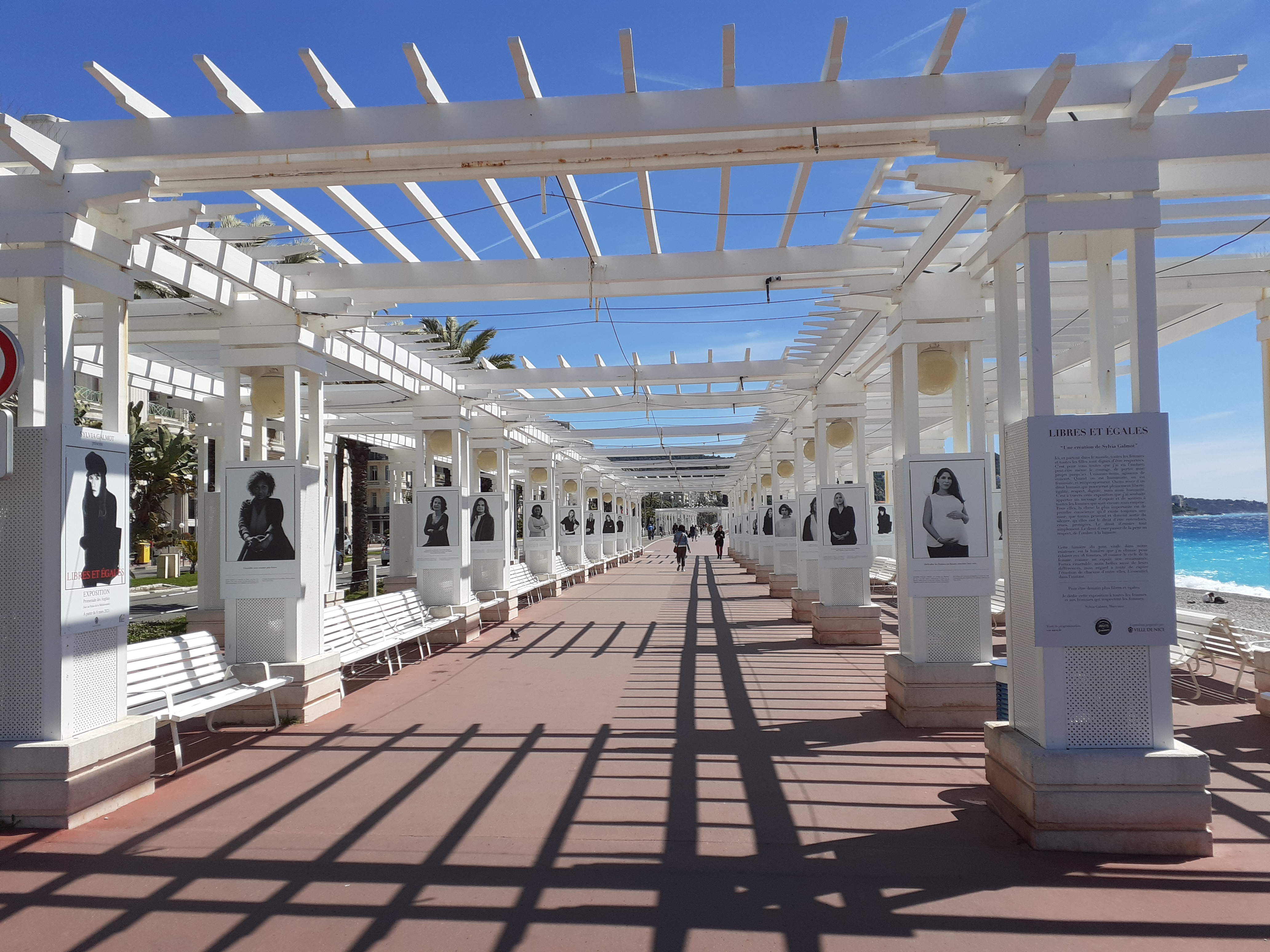
Vue sur les pergolas situées le long de la promenade.

Cette immense avenue bénéficie d'un travail architectural spécial, ainsi le revêtement est légèrement marron, des kiosques et des pergolas longent les huit kilomètres de plage, le mobilier urbain a été conçu spécialement. Les lampadaires éclairent aussi bien le sol que le ciel : ils servent de balises pour l'approche des avions. Les jours de vent d'ouest, les avions doivent approcher en courbe et s'aligner avec les pistes en respectant le chemin lumineux afin de ne pas survoler la ville de Nice,. Ces jours-là, on observe ainsi le ballet des avions qui longent la promenade en rase-motte au-dessus de la mer jusqu'à l'atterrissage sur le troisième aéroport de France.
La mairie de Nice a décidé de réduire d'une voie la chaussée sud entre Haliotis et Grosso au profit d'une piste cyclable.

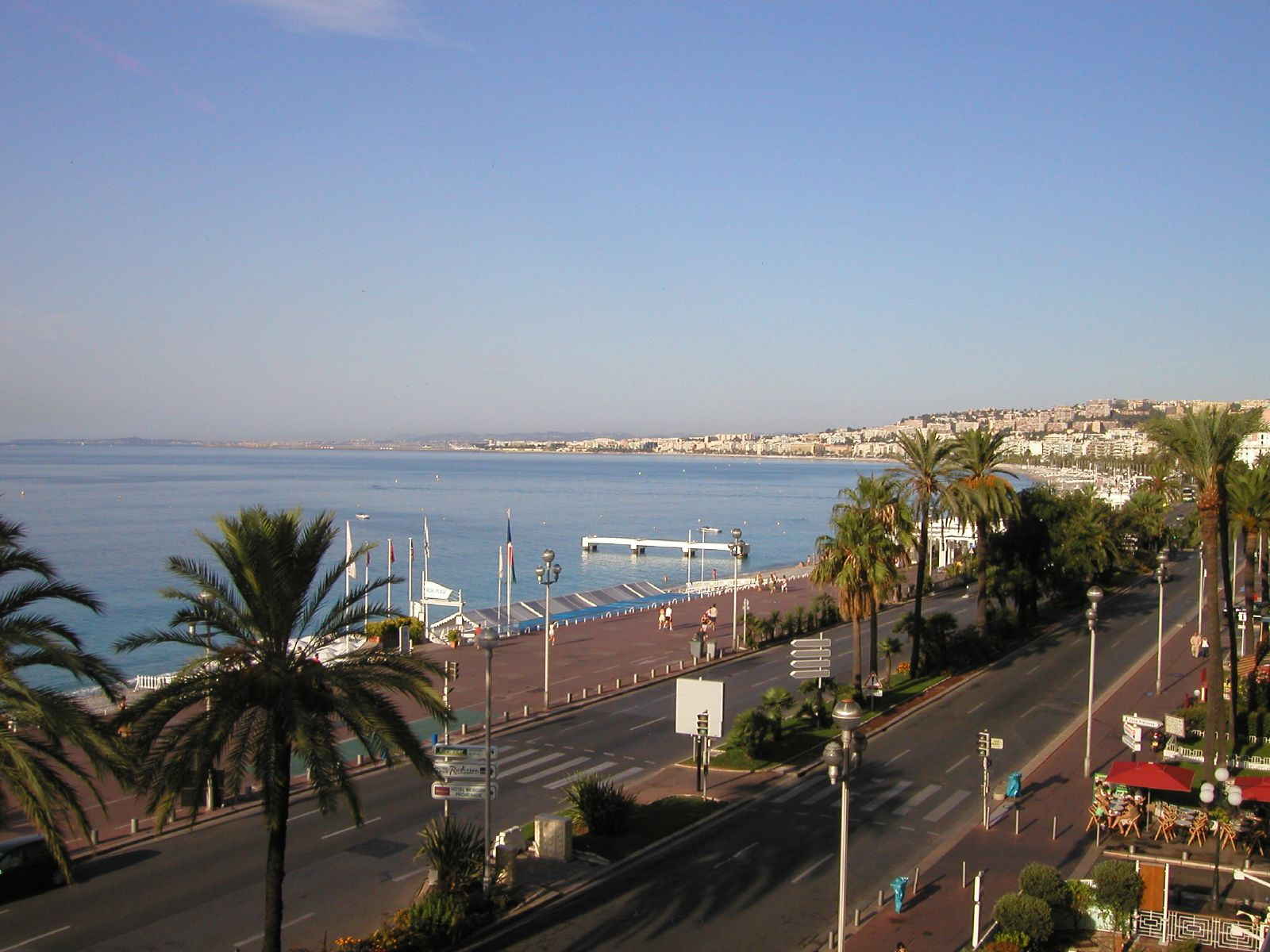
La promenade des Anglais et le ponton du Lido détruit en 2020.

En novembre 2020, le « ponton du Lido », situé face au Palais de la Méditerranée, vestige des premières croisières touristiques dans les années 1960 et repère visuel pour les Niçois le long du bord de mer, est démoli en raison de son état vétuste et dangereux et par souci d'harmonisation du littoral,.

### Bâtiments bordant la promenade des Anglais
Comme la promenade n'est bordée de terrain que sur le côté nord, la numération (progressant dans le sens est-ouest) est d’abord continue au lieu d’aller de deux en deux puis progresse de numéro impair en numéro impair.
Les premiers palaces (Le Royal, le Negresco), la villa Furtado-Heine, la villa Masséna (devenue le musée Masséna), ont leur entrée au nord, côté ville, parfois sur la rue de France même (route allant de Nice à la frontière avec la France), dos à la promenade : Nice était une station d'hiver, on y appréciait la douceur du climat, sa saison sèche en hiver, et on tournait le dos à la mer qui n'était pas encore un lieu de distraction. Le nom de « promenade des Anglais » peut ainsi être pris dans un sens péjoratif : il faut entendre que seuls les Anglais sont assez fous pour s'y promener.

### Mobilier urbain de la promenade des Anglais
Le mobilier urbain présent sur la promenade évolue au fil du temps. De nombreuses chaises, bancs, pergolas, sont régulièrement installées.
Les plages sont caractérisées par des porches blancs au nom de la plage privée pour signaler leurs entrées.

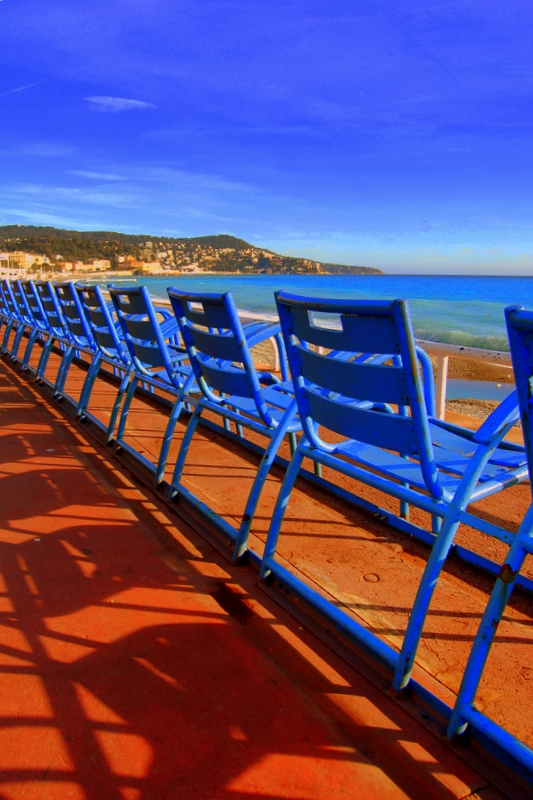
Les chaises Bleues de la Prom'.
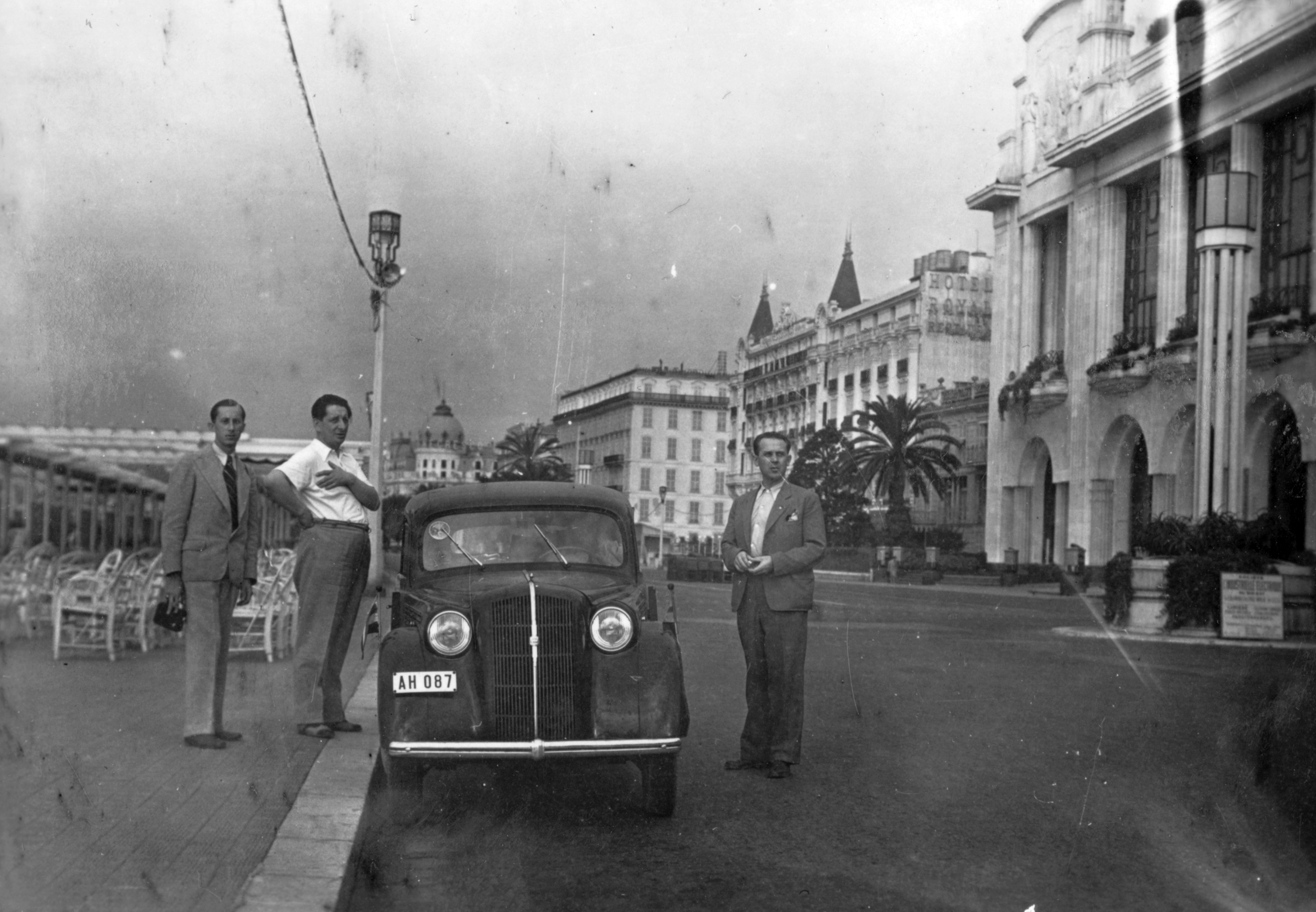
Pergola en 1938 en face du Palais de la Méditerranée.
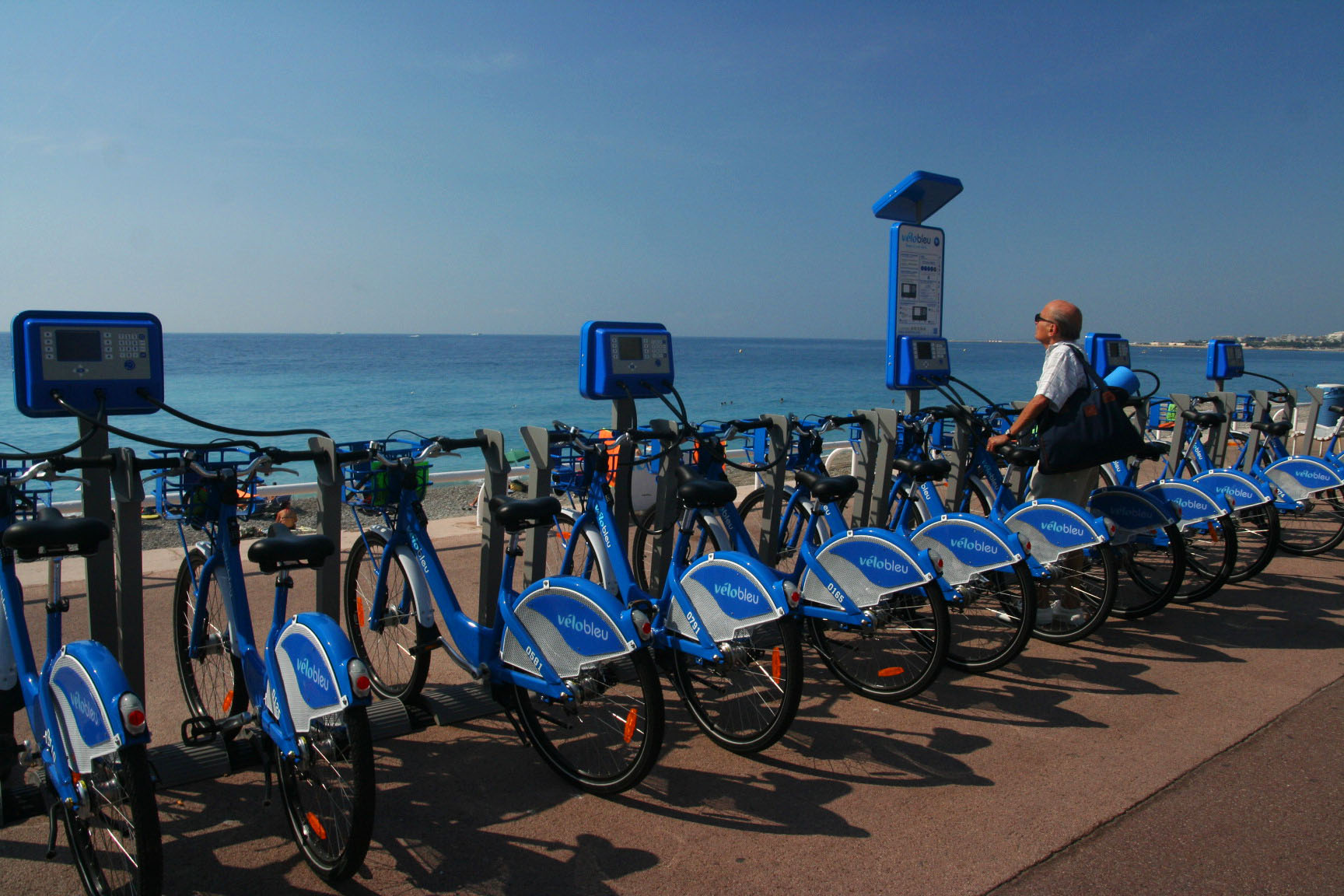
Installation de Vélo bleu en libre service.
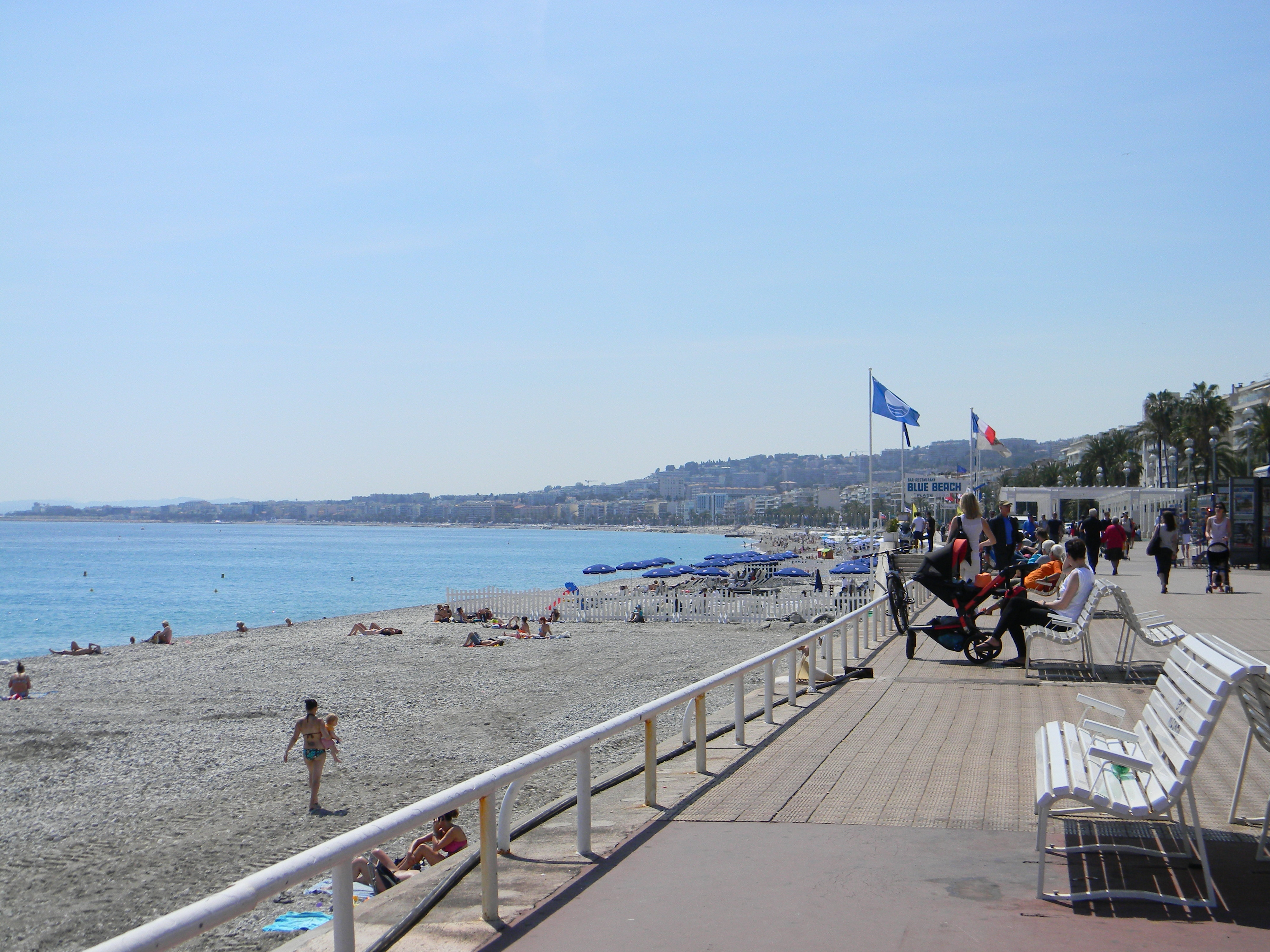
Bancs blancs.
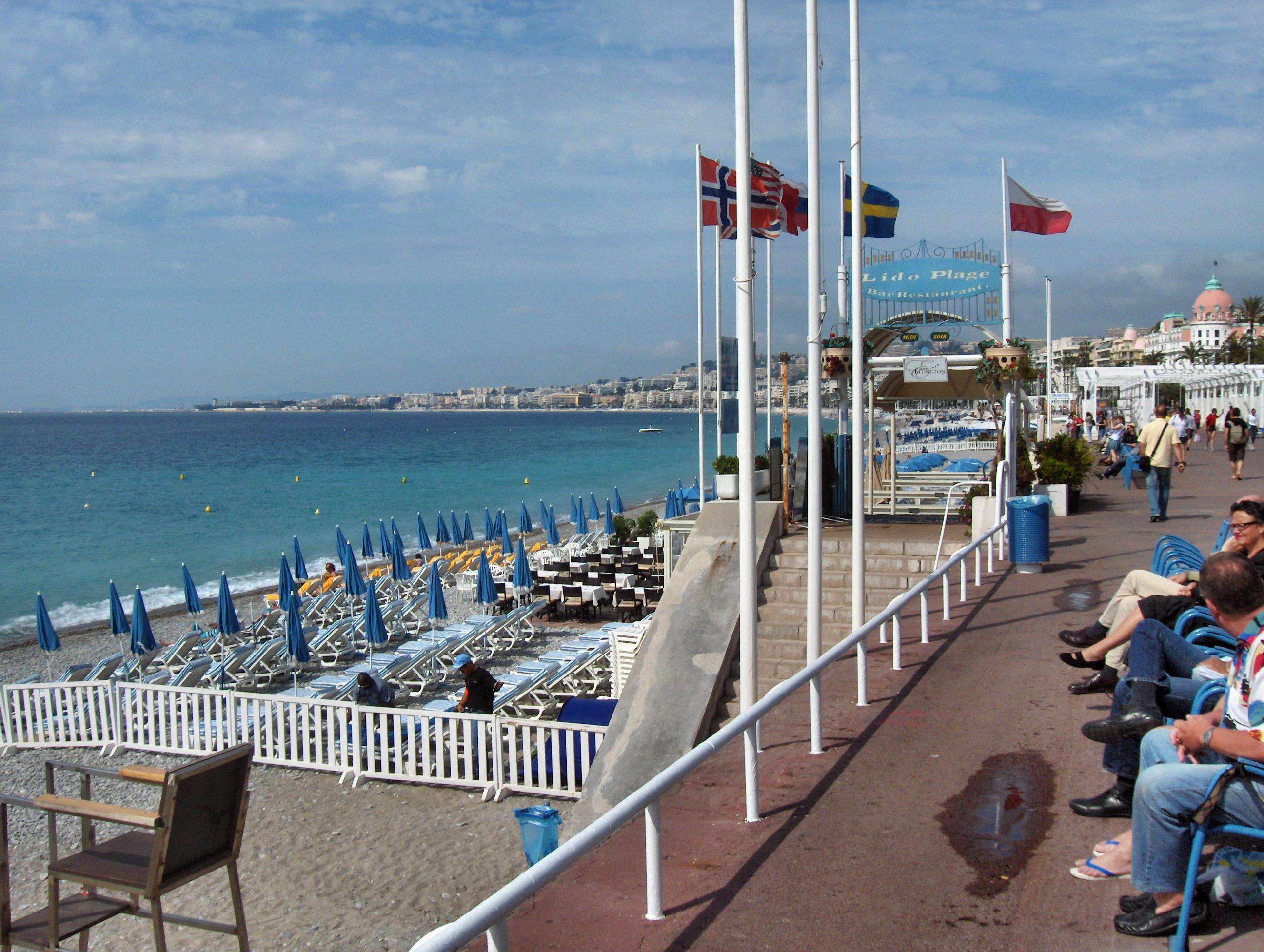
Garde-corps en tube blanc.
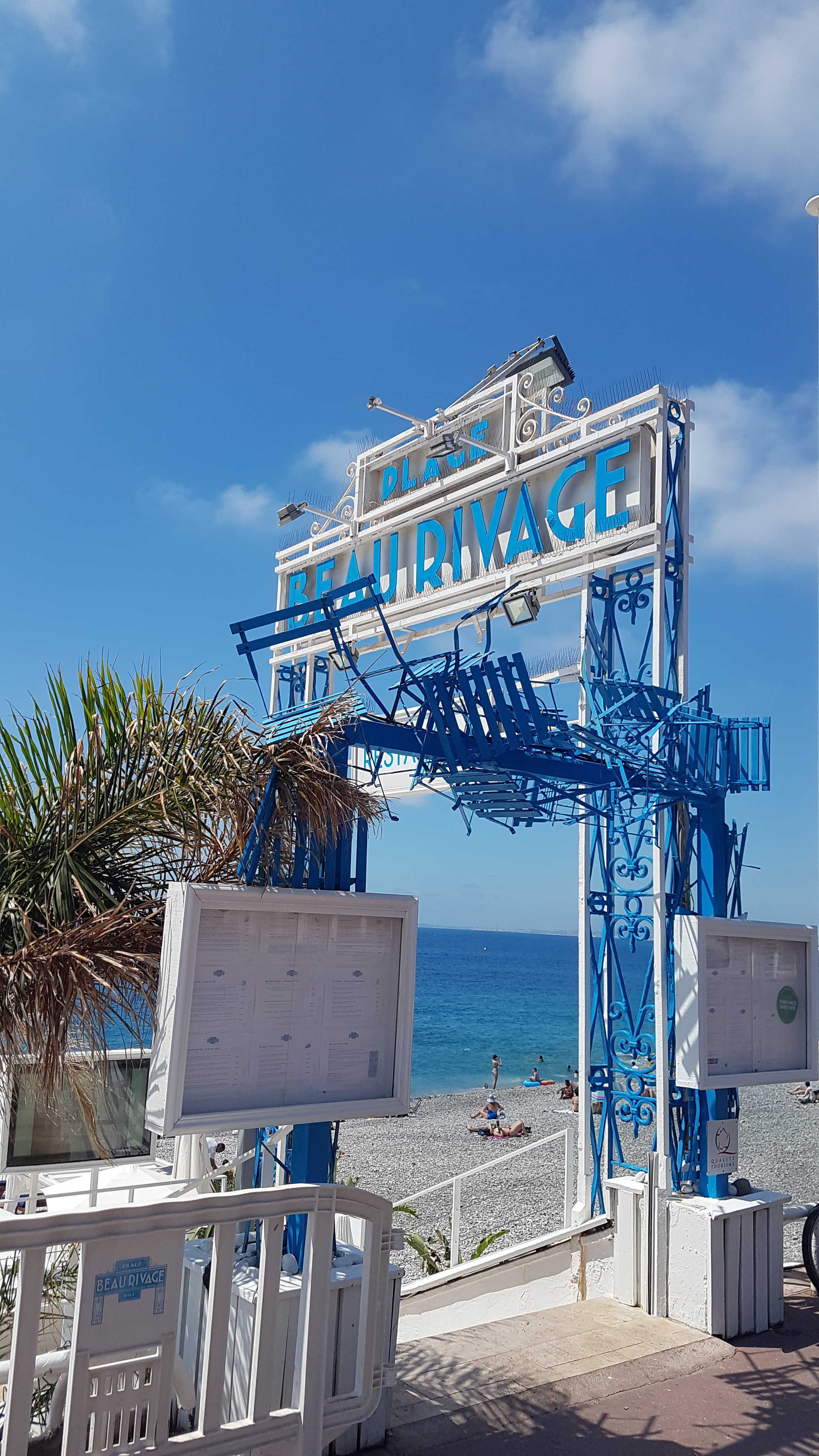
Porche enseigne d'une entrée de plage.

## Le record de vitesse en automobile
Dès le mois de mars 1899 est organisée la Semaine de Nice, l'une des premières et plus importantes compétitions d'automobiles du moment. Faisant suite à la course Marseille-Hyères-Nice de l'année précédente, elle propose différentes courses de vitesse ou concours de tourisme au départ de la ville, des corsos fleuris et concours d'élégance, une course de côte (La Turbie) et sur le ciment de la Promenade des Anglais, le mille départ arrêté et le kilomètre lancé. Le record de vitesse terrestre sur 1 km y fut battu le 13 avril 1902 par Léon Serpollet sur Gardner-Serpollet (120,820 km/h). Après avoir été battu plusieurs fois sur d'autre sites, ce record fut porté à 152,542 km/h le 31 mars 1904, toujours dans le cadre de la Semaine de Nice, toutefois plus sur la Promenade des Anglais proprement dite mais sur la route la prolongeant le long du littoral.